# Grandisonia
Grandisonia es un género de anfibio gimnofión de la familia Caeciliidae. Las especies adscritas a este género, que se hallan en las Seychelles y en otras islas del Océano Índico, son estas 5:
- Grandisonia alternans (Stejneger, 1893)

- Grandisonia brevis (Boulenger, 1911)

- Grandisonia diminutiva Taylor, 1968

- Grandisonia larvata (Ahl, 1934)

- Grandisonia sechellensis (Boulenger, 1911)